# Hongkonginfluensan
Hongkonginfluensan var en pandemi som utbröt i Kina sommaren 1968 och sedan spred sig till Hongkong där en halv miljon människor insjuknade. Mycket snart kunde man visa att influensaepidemin orsakades av ett nytt virus  H3N2, som är en subtyp av influensavirus typ A. Infektionen spred sig över Asien augusti 1968 och nådde Indien och den amerikanska kontinenten i september, bland annat med hemvändande soldater från Vietnam. Vid denna tid började den även dyka upp i Europa, medan den kom till Japan först i januari 1969. Antalet döda i världen beräknas till 1 miljon vilket kan ställas i relation till antalet döda i Spanska sjukan där det enligt olika uppskattningar dog mellan 20 och 100 miljoner människor.

## Sverige
I Sverige uppträdde sporadiska fall i november och december 1968, och övergick i en första våg under de första månaderna 1969 med omkring 300 000 fall i slutet av februari. En andra, kraftigare pandemivåg svepte över landet vid årsskiftet 1969–1970.
De samhälleliga konsekvenserna, så som de framgick i medierna, var relativt få. En tydlig konsekvens av massinsjuknande i influensa blev att det var svårt att komma fram till Televerkets SOS-central och mycket svårt att komma till läkare och sjuksköterskor. Besöksförbud infördes på sjukhusen, och operationer fick skjutas upp. Däremot framkom en viss kritik mot regeringen för dålig beredskap mot Hongkong-influensan, där man menade att en bättre tillgång på vaccin tidigare hade minskat insjuknandefrekvensen påtagligt.